# شب‌خروش کائوکا

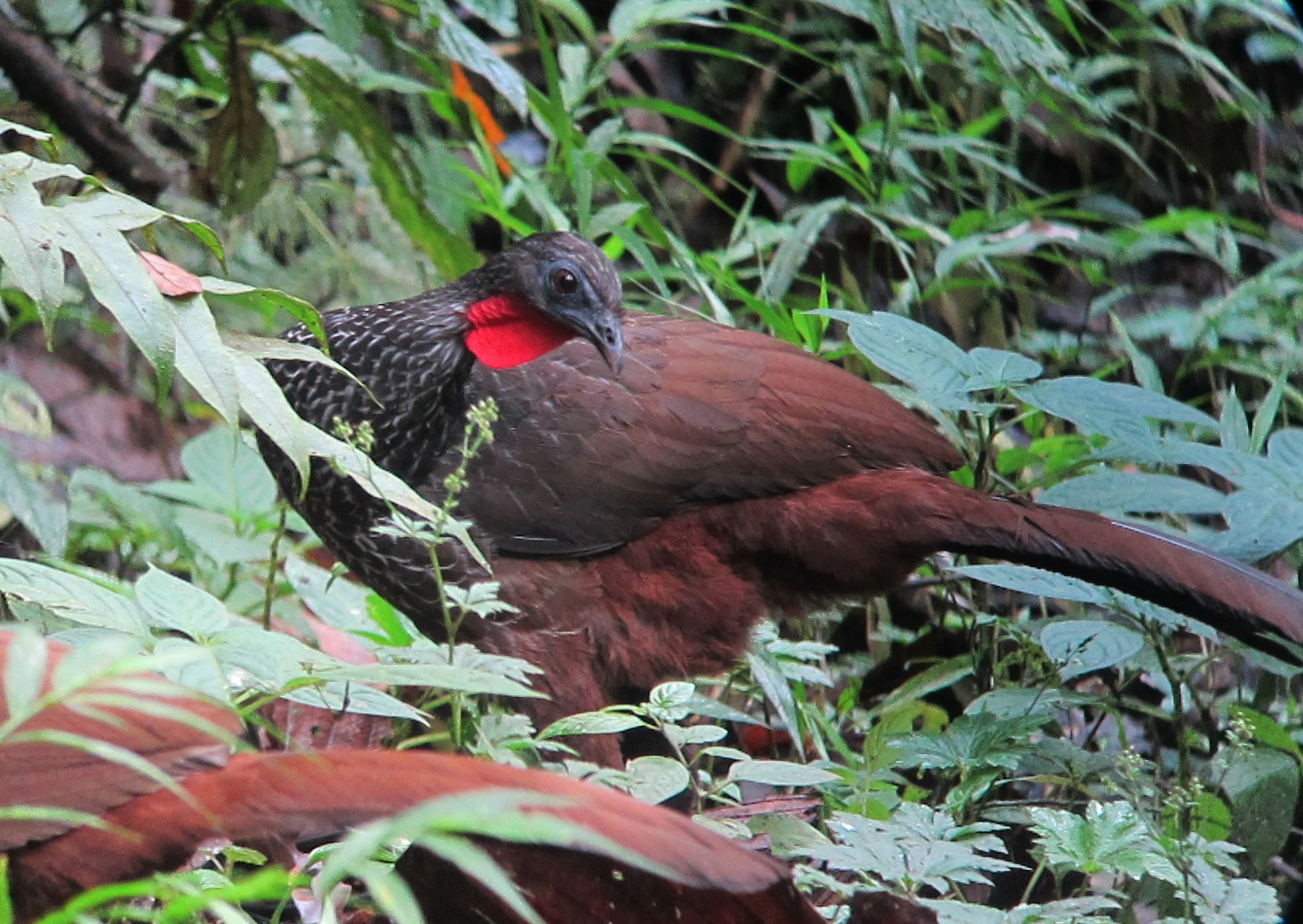
شب‌خروش کائوکا

شب‌خروش کائوکا (نام علمی: Penelope perspicax) نام یک گونه از سرده شب‌خروش‌های اصلی است.